# Middle East Airlines
Middle East Airlines – Air Liban S.A.L. (àrab: طيران الشرق الأوسط ـ الخطوط الجوية اللبنانية, Ṭayarān ax-Xarq al-Awsaṭ - al-Ḫuṭūṭ al-Jawwiyya al-Lubnāniyya), més coneguda simplement com a Middle East Airlines (MEA) (àrab: طيران الشرق الأوسط, Ṭayarān ax-Xarq al-Awsaṭ), (IATA: ME, OACI: MEA) és l'aerolínia de transports nacional del Líban, amb les seves oficines centrals a Beirut. Opera serveis regulars internacionals a l'Orient Mitjà, Europa i Àfrica, des de la seva base d'operacions a l'Aeroport Internacional Beirut-Rafic Hariri. És propietat, en la seva major part, del Banc del Líban (99,37%) i dona feina a 2.310 persones.
És membre de l'aliança d'aerolínies SkyTeam, l'Organització de Transportistes Aeris Àrabs i de l'Associació de Transport Aeri Internacional (IATA). A principis de 2006, en una conferència de premsa a la ciutat de Nova York, l'aerolínia expressà el seu interès d'esdevenir membre associada de SkyTeam. El 28 de febrer de 2011, signà oficialment l'acord de cooperació amb SkyTeam en una cerimònia a Beirut. El 28 de juny de 2012 s'uní oficialment a SkyTeam per a esdevenir-se el seu 17è membre, així com el segon membre de l'Orient Mitjà.

## Història

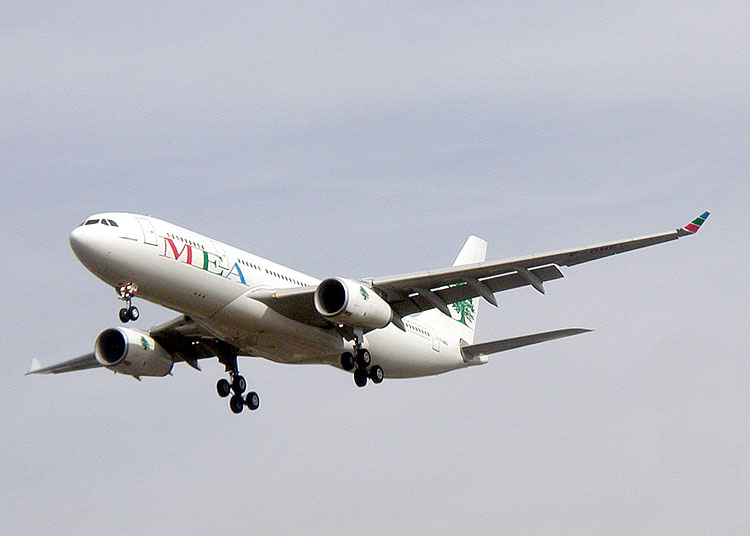
Airbus A330-200 de MEA aterrant.

Middle East Airlines va ser fundada el 31 de maig de 1945 per Saeb Salam i Fawzi El-Hoss, amb el suport operacional i tècnic de BOAC. Les operacions es van iniciar l'1 de gener de 1946 amb tres De Havilland DH.89 Dragon Rapide cobrint servei entre Beirut i Nicòsia, seguit per vols a Iraq, Egipte, Síria i Xipre. Dos Douglas DC-3 van ser adquirits a mitjans de 1946. Pan American World Airways (Pan Am) va adquirir una participació i contracte d'administració al setembre de 1949.
Pan Am va ser reemplaçada quan BOAC va adquirir el 49% de les accions de MEA l'any 1955. Un Vickers Viscount va ser introduït a l'octubre de 1955, mentre que una aeronau de càrrega Avro York va ser llogada al juny de 1957. El 15 de desembre de 1960, el primer dels quatre De Havilland Comet 4C entrà en funcionament. Després que l'associació amb BOAC finalitzés el 16 d'agost de 1961, MEA es va fusionar amb Air Liban el 7 de juny de 1963, la qual cosa li va donar a Air France una participació en accions. La denominació completa a partir d'aquell moment va ser Middle East Airlines Air Liban.
L'any 1963 també va absorbir Lebanese International Airways. La flota es va modernitzar amb l'addició de tres Sud Aviation Caravelle a l'abril de 1963; tres Boeing 720B el gener de 1966; un Vickers VC10 llogat al març de 1967; i diversos Boeing 707-320C al novembre de 1967.
La denominació actual va ser adoptada al novembre de 1965, quan l'aerolínia es va fusionar completament amb Air Liban. Encara que l'any 1967 les operacions van ser interrompudes per la Guerra dels Sis Dies, MEA va reiniciar les seves operacions comprant un Convair CV-990A a American Airlines, el qual va entrar en servei el 24 de juny de 1969. Un Boeing 747-200B va entrar en servei al juny de 1975 per a complir el trajecte entre Beirut i Londres. Les operacions van ser interrompudes novament fins a 1990, moment en el qual la situació política es va estabilitzar. Diversos Airbus A310-300 van ser adquirits el 1993 i 1994, seguits per un A321-200 i un A330-200, els quals van reemplaçar als A310. L'aerolínia va ser reestructurada l'any 2001.
El 7 de setembre de 2006, Israel va finalitzar el seu bloqueig aeri sobre el Líban que havia durat vuit setmanes. Un vol de MEA provinent de París va aterrar a l'Aeroport Internacional Beirut-Rafic Hariri a les 18:06h hora local. L'11 de setembre de 2006 MEA va suspendre vols regulars programats.

## Curiositats
En el vídeo de la cançó «Beautiful Day» d'U2, es veu una curta escena d'un Airbus A330 de MEA que enlaira.